# Banco Boavista
Banco Boavista foi um banco tradicional com sede na cidade do Rio de Janeiro controlado pela família Guinle de Paula Machado. 
Em 1997 o banco estava em dificuldades financeiras e foi adquirido pelo Banco Interatlântico, uma sociedade entre o grupo português Espírito Santo Financial Group e o francês Crédit Agricole, com participação da família brasileira Monteiro Aranha. O Grupo Monteiro Aranha também não conseguiu resolver os problemas do banco e o vendeu para o Bradesco. O Bradesco incorporou ao seu patrimônio 73 agências da instituição centenária, a maioria está localizada no Rio de Janeiro.